# Vegamössa
För andra betydelser, se Vega.

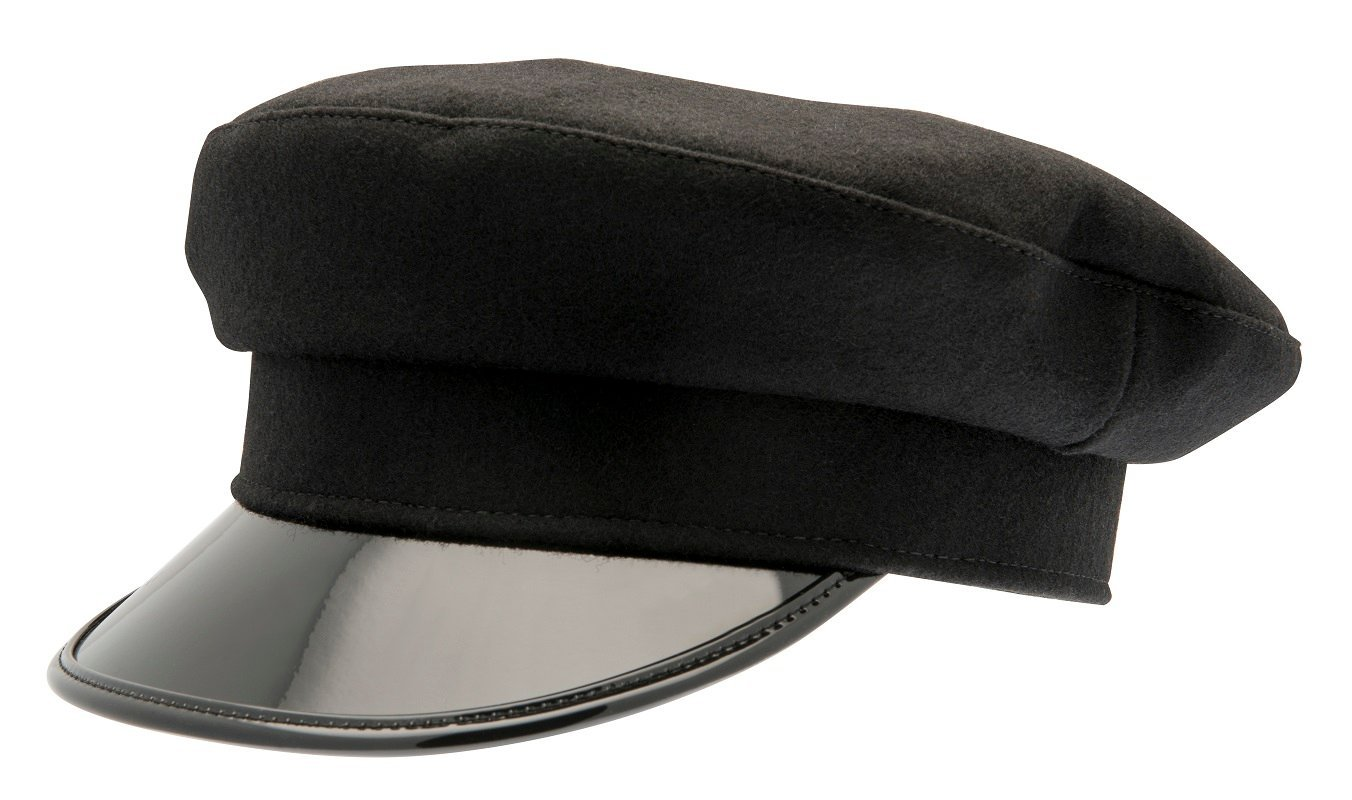
Vegamössa

Vegamössa är en skärmmössa med en smal hård strimmel (kant), platt kulle av tyg och normalt en hård blank skärm. Strimmeln kan vara dekorerad med ett snöre försett med valknopar och skärmen finns även tygbeklädda med dekor i form av broder eller veckade band.
Vegamössan började användas inom ryska militären i början av 1800-talet, först utan skärm. Skärmen kom till 1811 och etablerades i marinen för att sedan spridas till skytteföreningar. Före 1880 är mössan ovanlig att se på bilder utanför marinen och skytteföreningar. År 1880 kom forskarna och manskapet tillbaks från Vegaexpeditionen. De mottog stora hyllningar och männen på forskningsfartyget Vega bar mössor av den modellen. Det gav upphov till namnet och gjorde modellen allmänt populär runt förra sekelskiftet, vilket även påverkades av att den bars av Oscar II på badorterna.
Vegamössan tillverkas i Sverige av bland andra CTH Ericson.